# Верхний Ключ (Самарская область)
Ве́рхний Ключ (чув. Тури Ҫӑл) — опустевший посёлок в Клявлинском районе Самарской области в составе сельского поселения Чёрный Ключ.

## География
Находится правом берегу реки Большой Черемшан на расстоянии примерно 8 километров по прямой на северо-запад от районного центра железнодорожной станции Клявлино.

## История
Поселок был основан в начале XX века переселенцами из села Чёрный Ключ.

## Население
Постоянное население составляло 17 человек (чуваши 94%) в 2002 году, 0 в 2010 году.